# Pedro María Ramírez Ramos
Pedro María Ramírez Ramos, plus connu comme le martyr d'Armero, né à La Plata le 23 octobre 1899 et mort à Armero le 10 avril 1948, était un prêtre catholique colombien, assassiné par des miliciens anticléricaux à cause de son ministère, pendant l'insurrection du Bogotazo. Reconnu martyr par l'Église catholique, il est vénéré comme bienheureux depuis 2017.

## Biographie
Pedro María Ramírez Ramos est né le 23 octobre 1899 à La Plata. À 12 ans, il entre au petit séminaire de La Mesa de Elías, puis poursuit ses études à Garzon. Il quitte un temps le séminaire, pour discerner sa vocation sacerdotale à l'extérieur. Il travaille alors comme instituteur, et s'occupe de la chorale paroissiale de La Plata. En 1928, il revient au séminaire, et il est ordonné prêtre le 21 juin 1931. Après plusieurs ministères de vicaire de paroisse, il devient curé d'Armero en 1946.
Le 9 avril 1948, le candidat libéral Pedro Eliecer Gaitán est tué, provoquant une guerre civile, appelée La Violencia. Le Père Ramirez, du fait de son état de prêtre, fait figure de pro conservateur pour les miliciens communistes et anticléricaux. Malgré les menaces pour sa vie, il refuse de fuir et décline les invitations de mise à l'abri, afin de rester auprès de ses paroissiens. Dans ses notes personnelles, il dit se préparer au martyre.
Le 10 avril 1948, un groupe de libéraux anticléricaux envahissent l'église d'Armero, la saccage et s'empare du Père Ramirez. Traîné sur la place publique, il est lynché à mort et mutilé à coups de machette. Son cadavre est profané et laissé sur place jusqu'à minuit. Volontairement dépouillé de tout ornement religieux, il est ensuite  jeté dans une fosse à l'entrée du cimetière par ses meurtriers. Un mois plus tard, sa famille exhuma sa dépouille et lui organisa des obsèques religieuses à La Plata.

## Vénération

### Béatification

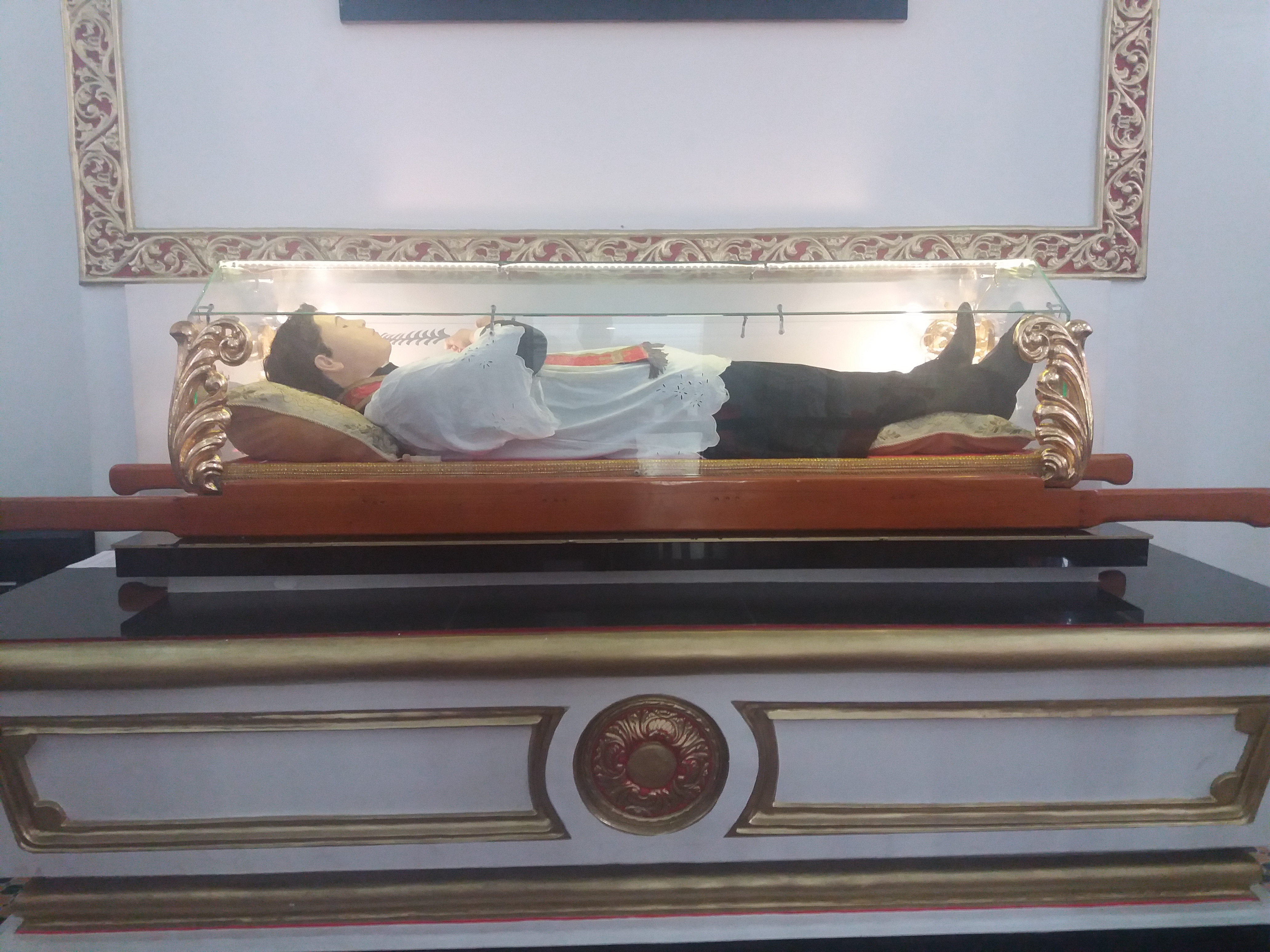
Châsse contenant la dépouille du Père Ramirez

#### Reconnaissance du martyre
La cause pour la béatification  du Père Ramirez débute en 1997. Après le rapport positif des différentes commissions sur sa sainteté et son martyre, le pape François reconnait, le 7 juillet 2017, qu'il est mort 'en haine de la foi'. Il signe alors le décret permettant sa béatification.
Pedro María Ramírez Ramos a été solennellement proclamé bienheureux le 8 septembre 2017, avec Mgr Jesús Emilio Jaramillo Monsalve, au cours d'une messe célébrée dans le Parc Las Malocas de Villavicencio, par le pape François lui-même, lors de son voyage apostolique en Colombie.

### Culte
Le bienheureux Pedro Maria Ramirez est fêté le 10 avril.
En août 2017, son corps est placé dans une châsse, exposée à la vénération des fidèles dans l'église San Sebastian de La Plata.